# Majestic Theater (Detroit)
El Majestic Theatre es un teatro ubicado en 4126-4140 Woodward Avenue en Midtown Detroit, Míchigan. Fue incluido en el Registro Nacional de Lugares Históricos en 2008.

## Historia
El Majestic Theatre, diseñado por C. Howard Crane, se inauguró el 1 de abril de 1915 Originalmente tenía capacidad para 1.651 personas (en ese momento el teatro más grande del mundo construido con el propósito de proyectar películas), y la fachada fue diseñada en un estilo italiano porticado. En 1934, se quitaron los 35 pies del frente del teatro cuando Woodward Avenue se amplió a su tamaño actual. Toda la fachada fue rediseñada en su llamativo motivo art déco actual por la firma de Bennett & Straight. El teatro ahora cuenta con la fachada art déco de panel de metal esmaltado más grande de la región metropolitana de Detroit.
El teatro finalmente cerró y el edificio se utilizó como iglesia durante un tiempo, y luego como estudio fotográfico. Permaneció vacante durante diez años. El actual propietario lo compró en 1984.
El 25 de octubre de 2019, The Majestic Theatre dio a conocer su nueva Marquesina frente a Woodward Avenue. Esta nueva fachada es parte de un plan de renovación mayor hecho público por los propietarios del lugar en la primavera de 2018. El propietario se comprometió a poner 1.000.000 de dólares en renovaciones.

## Uso actual
El Majestic Theatre opera como parte del Majestic Theatre Center, que incluye la cercana bolera Garden Bowl, The Majestic Cafe, The Magic Stick y Sgt. Pepperoni